# Pyozia mesenensis
Pyozia mesenensis és una espècie extinta de sinàpsid, possiblement de la família dels varanòpids, que visqué en allò que avui en dia és l'Europa oriental durant el Permià mitjà, fa entre 264,3 i 272,5 milions d'anys. Se n'han trobat restes fòssils a l'óblast russa d'Arkhànguelsk. Es tracta de l'única espècie del gènere Pyozia. Era un varanòpid menut, dotat de dents de tipus homodont i sense denticles. El nom genèric Pyozia deriva del nom del riu Pioza, on es troba la localitat tipus d'aquest tàxon, mentre que el nom específic mesenensis es refereix al Mezén i la seva conca.